# Lausitzer Rundschau
Lausitzer Rundschau est un quotidien régional allemand diffusé dans les Länder de Brandebourg et de Saxe à 95 000 exemplaires en 2010. Il a été fondé en 1946 dans la ville de Bautzen.